# Andròmac el vell
Andròmac el Vell (en llatí Andromachus, en grec antic Ἀνδρόμαχος) va ser un metge nascut a Creta, anomenat «el Vell» per distingir-lo del seu fill Andròmac el jove, que també era metge.
Era el metge de Neró i és especialment conegut per ser la primera persona que va rebre el títol d'Arquiatre (Archiater). Va inventar una medecina anomenada Theriaca Andromachi que va gaudir de bona reputació fins al segle xix. Galè l'esmenta en dues de les seves obres. Andròmac va escriure la forma d'elaboració d'aquesta Theriaca Andromachi en un poema elegíac en grec, format per cent setanta quatre versos i dedicat a Neró, que Galè reprodueix, i diu que Andròmac va triar aquesta forma de transmissió perquè era més fàcil de recordar que la prosa i es prestava menys a les alteracions. Alguns autors pensen que va escriure un tractat de farmàcia, però sembla que aquesta obra era del seu fill.